# アレクサンドル・オルロフ (指揮者)
アレクサンドル・イヴァノヴィチ・オルロフ（ロシア語: Алекса́ндр Ива́нович Орло́в, ラテン文字転写: Aleksandr Ivanovich Orlov, 1873年8月30日（ユリウス暦8月18日） - 1948年10月10日）は、帝政ロシア時代からソビエト連邦時代にかけて活躍したロシアの指揮者、音楽教師。モスクワ放送交響楽団の初代音楽監督を務めた。

## 概要
サンクトペテルブルクに生まれる。サンクトペテルブルク音楽院でヴァイオリンをピョートル・クラスナクーツキー(Пётр Краснокутский、1849年 - 1900年)に、音楽理論をアナトーリ・リャードフ、ニコライ・ソロヴィヨフに師事し、更にベルリンでパウル・ユオンに指揮法を学んだ。帰国後の1907年より主にオデッサ、ヤルタ、ロストフ・ナ・ドヌ、キスロヴォツクといったロシア帝国南部の都市で指揮活動を行う。またジミーン・オペラ劇場での指揮も行い、バリトン歌手のマクシミリアン・マクサーコフとの協力関係も築いている。1912年から1917年まではモスクワでセルゲイ・クーセヴィツキーのオーケストラの指揮者を務め、同時にオペラ制作も行っている(1914年 - 1924年)。
1925年から1929年にかけて、ウクライナ国立歌劇場の首席指揮者を務めるとともに、キエフ音楽院で教授職に就き、ナタン・ラフリンらを育てた。1930年にモスクワに移り、新設されたモスクワ放送交響楽団の初代音楽監督に就任、アンサンブルの礎を築き、同時代のソビエト作曲家の作品を数多く初演し、放送やモスクワ音楽院でのオペラ上演も精力的にこなした。モスクワ放送あるいはボリショイ劇場のアンサンブルを指揮したオペラ録音が多く遺されている。1948年にモスクワで没し、ノヴォデヴィチ墓地に埋葬された。

## 主な受賞
- 1943年：レーニン勲章
- 1943年：ロシア・ソビエト連邦社会主義共和国功労芸術家
- 1945年：ロシア・ソビエト連邦社会主義共和国人民芸術家

## 主な録音
以下はメロディア録音
オペラ
- チャイコフスキー：エフゲニー・オネーギン (ノルツォフ、コズロフスキー、クルグリコヴァ他 ボリショイ劇場管弦楽団、合唱団 1936-37年録音)[2]
- セローフ：ログネーダ (抜粋 デミヤノフ、キセレヴァ、クラギナ、チュチュニク他 モスクワ放送交響楽団、合唱団 1945年録音)
- ダルゴムイシスキー：石の客 (タルホフ、アブラーモフ、ロジェストヴェンスカヤ、デミヤノフ他 モスクワ放送交響楽団、合唱団 1946年録音)
- ドリーブ：ラクメ (カザンツェヴァ、レーメシェフ、コロリョフ他 モスクワ放送交響楽団、合唱団 1946年録音)
- プッチーニ：マノン・レスコー (ロジェストヴェンスカヤ、タルホフ、ザハロフ、ポリャーコフ他 モスクワ放送交響楽団、合唱団 1946年録音)
- ヴェルディ：椿姫 (シュムスカヤ、コズロフスキー、リシツィアン他 ボリショイ劇場管弦楽団、合唱団 1947年録音)
- トマ：ミニョン (抜粋 アレクサンドリイスカヤ、カザンツェヴァ、ヴィノグラードフ、アブラーモフ他 モスクワ放送交響楽団、合唱団 1947年録音)
- チャイコフスキー：オプリーチニク (コロリョフ、ロジェストヴェンスカヤ、チュチュニク、タルホフ他 モスクワ放送交響楽団、合唱団 1948年録音)
- チャイコフスキー：エフゲニー・オネーギン (イヴァーノフ、コズロフスキー、クルグリコヴァ他 ボリショイ劇場管弦楽団、合唱団 1948年録音)
- グノー：ロメオとジュリエット (コズロフスキー、ブルラーク、ミハイロフ、シュムスカヤ他 ボリショイ劇場管弦楽団、合唱団)

その他
- ベートーヴェン：三重協奏曲 (オボーリン、オイストラフ、クヌシェヴィツキー モスクワ放送交響楽団 1946年録音)
- アレンスキー：バレエ音楽「エジプトの夜」序曲（モスクワ放送交響楽団 1946年録音）
- グリエール：声と管弦楽のための協奏曲 (カザンツェヴァ モスクワ放送交響楽団)[3]